# César de Dirráquio
São César ou São César de Dirráquio, também chamado de Santo Cesaro, foi um dos discípulos de Paulo, e também foi um dos Setenta Apóstolos de Jesus Cristo.
Foi um homem convertido ao cristianismo durante o século I, talvez tenha nascido em Corone em Morea, foi discípulo de Paulo, e também foi um dos Setenta discípulos de Jesus.
Posteriormente, o primeiro bispo de Dirráquio, segundo algumas fontes, em Dirráquio ele foi martirizado, enquanto outros afirmam que ele morreu de causas naturais. 